# Molūk
Molūk (persiska: ملوک, مَلوك, مُلُك, مَلِك) är en ort i Iran.   Den ligger i provinsen Östazarbaijan, i den nordvästra delen av landet, 500 km nordväst om huvudstaden Teheran. Molūk ligger 1 437 meter över havet och antalet invånare är 116.
Terrängen runt Molūk är huvudsakligen kuperad, men västerut är den bergig.Runt Molūk är det ganska glesbefolkat, med 32 invånare per kvadratkilometer. Närmaste större samhälle är Kaleybar, 10,4 km sydväst om Molūk. Trakten runt Molūk består i huvudsak av gräsmarker.